# 拉比科
拉比科（義大利語：Labico），是意大利拉齐奥大区罗马首都广域市的一个市镇。总面积11.79平方公里，人口5834人，人口密度494.8人/平方公里（2009年）。ISTAT代码为058049。